# Rémi Joseph Isidore Exelmans
Rémy Joseph Isidore, conte di Exelmans (Bar-le-Duc, 13 novembre 1775 – Parigi, 22 luglio 1852) è stato un generale francese, Maresciallo di Francia e Pari di Francia.

## Biografia
Entrato giovanissimo il 6 settembre 1791 come volontario nel 3º Battaglione volontari della Mosa, fu nominato sottotenente il 22 ottobre 1793, tenente il 19 giugno 1798 e aiutante di campo del generale Éblé il 22 ottobre 1798.
Il 13 aprile 1799 divenne capitano provvisorio del 16º Reggimento Dragoni. Si distinse per molteplici azioni di valore, che lo fecero notare da Murat, di cui divenne aiutante di campo ed amico personale.
Si distinse in particolare alla battaglia di Wertingen (8 ottobre 1805) dove coordinò l'azione di svariate divisioni di cavalleria in attesa dell'arrivo di Murat, e diede prova di notevole valore: incaricato il giorno successivo di presentare all'Imperatore i vessilli conquistati al nemico, Napoleone si congratulò personalmente con lui, e lo fece ufficiale della Legion d'Onore.
Fu nominato chef d'escadron nell'ottobre del 1803, e al termine della campagna del 1805 fu nominato colonnello del 1º Reggimento Chasseurs à cheval, alla testa del quale servì nel 1806 e 1807 sotto il maresciallo Davout, distinguendosi soprattutto ad Auerstedt ed Eylau.
Ad Eylau fu nominato generale di brigata il 14 maggio 1807 ed assegnato allo Stato Maggiore di Murat, con cui servì in Spagna come aiutante di campo nel 1808. Preso prigioniero dai guerriglieri spagnoli fu condotto in Gran Bretagna, ma riuscì a fuggire e ad attraversare La Manica in barca (1811).
Il 24 dicembre 1811 fu nominato maggiore degli Chasseurs à cheval della Guardia imperiale e, il 27 luglio 1812, dei Grenadiers a cheval; fece la campagna di Russia guadagnandosi il grado di generale di divisione alla battaglia di Borodino (7 settembre 1812). La sua brillante condotta nella campagna del 1813 gli valse il cordone di Grand'ufficiale della Legion d'Onore; compì prodigi di valore durante la campagna dei sei giorni.

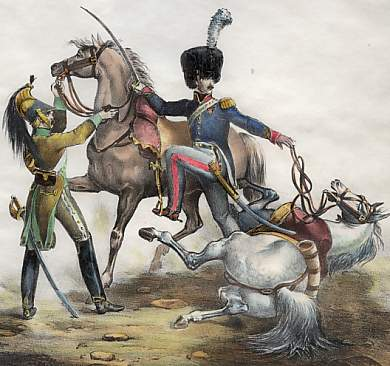
Exelmans alla battaglia di Wertingen

Al ritorno di Napoleone dall'isola d'Elba, Exelmans fu nominato Pari di Francia e comandante in capo del II Corpo d'armata di cavalleria, alle dipendenze di Grouchy; partecipò alla battaglia di Ligny, ma non a quella di Waterloo.
Ad Exelmans si può accreditare l'ultima vittoria del periodo imperiale: subito dopo l'abdicazione di Napoleone, ma prima della firma dell'armistizio, sconfisse una brigata prussiana a Rocquencourt (1º luglio 1815).
Fu proscritto con ordinanza del 24 luglio: esiliato al ritorno dei Borboni, fu reintegrato col grado di maggior generale il 1º settembre 1819, e fu ispettore generale della cavalleria dal 1828 al 1830.
Prese parte nel 1830 alla Rivoluzione di luglio, e aiutò il generale Pajol nella sua marcia su Rambouillet.
Nell'agosto del 1849 ebbe la gran croce della Legion d'Onore e divenne gran cancelliere della Legion d'Onore in sostituzione del maresciallo Molitor, e, sotto la Seconda Repubblica francese, nel 1851, maresciallo di Francia. Morì nel 1852, per una caduta da cavallo.
Exelmans è l'unico maresciallo del Secondo Impero francese ad avere un boulevard dedicato a suo nome nei famosi boulevards des maréchaux che circondano Parigi.

## Stato di servizio
- 27 dicembre 1805: colonnello del 1º Reggimento Chasseurs à cheval
- 14 maggio 1807: generale di brigata
- 8 settembre 1812: generale di divisione
- 1850: maresciallo di Francia

## Titoli
- 17 marzo 1808: barone dell'Impero
- 28 settembre 1813: conte dell'Impero

## Araldica
|  |

|  |

|  |